# Antonio Rotondo
Antonio Rotondo y Rabasco  (1808-1879) fue un escritor, pintor e historiador español.

## Biografía
Nacido el 8 de noviembre de 1808 en Madrid, estudió el dibujo y la pintura bajo la dirección de Genaro Pérez Villaamil. A lo largo de su vida trabajó como cirujano dentista, empresario, autor dramático, pintor, novelista e historiador. Fue cónyuge de la pintora Teresa Nicolau, con quien contrajo matrimonio en 1842.
Director en 1863 del periódico El Madrileño, fue autor de obras como Diccionario fraseólogo español-francés y francés-español (1841), Historia del Real monasterio de San Lorenzo, comúnmente llamado del Escorial (1857), Descripción de la gran basílica del Escorial (1861), La oración de la tarde, novela (1863), Historia descriptiva, artística y pintoresca de San Lorenzo (1863) o La historia de la guerra de África.
En su faceta de pintor Ossorio y Bernard señala que sus cuadros fueron la mayor parte de caballete. Caballero de la Orden de Carlos III y de la Espuela de Oro, así como miembro de diferentes corporaciones artísticas, científicas y literarias, falleció en 1879.